# Joséphine Ladwig
Joséphine Brestenbach (née Ladwig), née le 11 décembre 1924 à Sarrelouis et morte le 12 novembre 2014 à Bischwiller, est une Française élue Miss Alsace 1939, puis Miss France 1940.  Elle est la 16e Miss France.
Elle est la première Miss Alsace à être couronnée Miss France et la dernière élue avant guerre. Après elle, l'élection s'arrêtera durant 6 ans avant d'être reprise en 1947 par le comité Miss France de Guy Lévy, dit « Rinaldo », et Louis Poirot, dit « De Fontenay », le compagnon de Geneviève de Fontenay.

## Élection
Elle est élue Miss France à Paris.